# Bernal (Sechura)
Bernal es una localidad peruana, capital del distrito homónimo, perteneciente a la provincia de Sechura del departamento de Piura, al norte del Perú.

## Demografía
En el 2017 Bernal tenía una población de 4007 habitantes, según el INEI.
| Gráfica de evolución demográfica de Bernal entre 1993 y 2017 |
|                                                              |
| Fuentes: Población 1993 y 2017                               |